# WWE One Night Stand
Extreme Rules és un esdeveniment anual de pagament per visió (PPV) produït per l'empresa de lluita lliure professional World Wrestling Entertainment (WWE) el mes de juny. Fins a l'edició del 2009, l'esdeveniment s'anomenava One Night Stand. L'esdeveniment es va crear el 2005 sota el nom de ECW One Night Stand, ja que es va fer amb la intenció de ser un PPV exclusivament de la marca ECW. El 2007, es va establir com un PPV amb la participació de les tres marques seguint el format de WrestleMania. Aquest és l'únic PPV on tots els combats es disputen amb normes extremes.